# Flabellum lamellulosum
Espèce
Statut CITES
Flabellum lamellulosum est une espèce de coraux appartenant à la famille des Flabellidae.